# Lardo

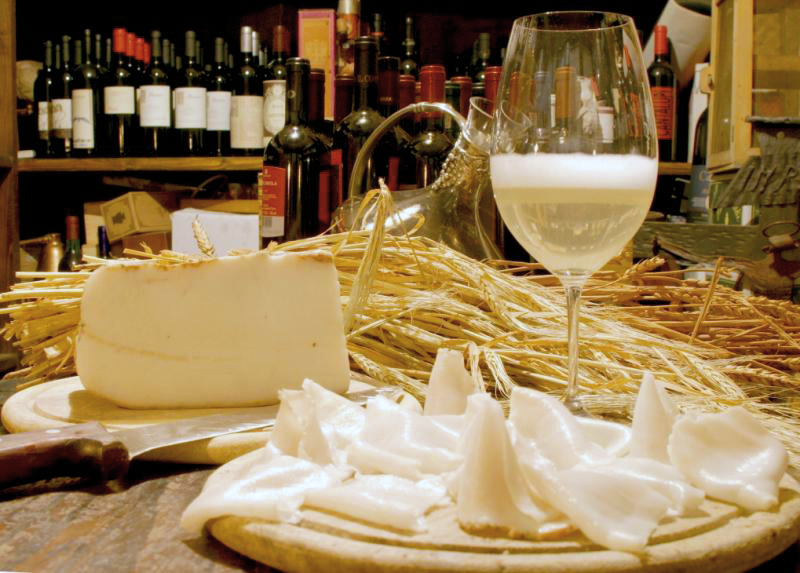
Lardo di Colonnata

Lardo ist ein besonders gereifter, fetter Speck der italienischen Küche. Die bekanntesten Sorten kommen aus dem Aostatal und aus Colonnata in der Toskana.
Lardo di Colonnata ist eine  geschützte geografische Angabe (g.g.A.) – im Italienischen Indicazione geografica protetta (IGP) .
Im Aostatal ist der Lard(o) d’Arnad ein solcher Speck mit Herkunftsbezeichnung (Denominazione d’Origine Protetta); er hat in der Gemeinde Arnad seinen Ursprung.

## Herstellung
Für Lardo wird Rückenspeck von Landschweinen verwendet und davon nur der feste, obere Teil direkt unter der Schwarte. Da Landschweine wesentlich schwerer und fettreicher als übliche Mastschweine sind, ist dieser Teil des Rückenspecks etwa fünf Zentimeter dick.

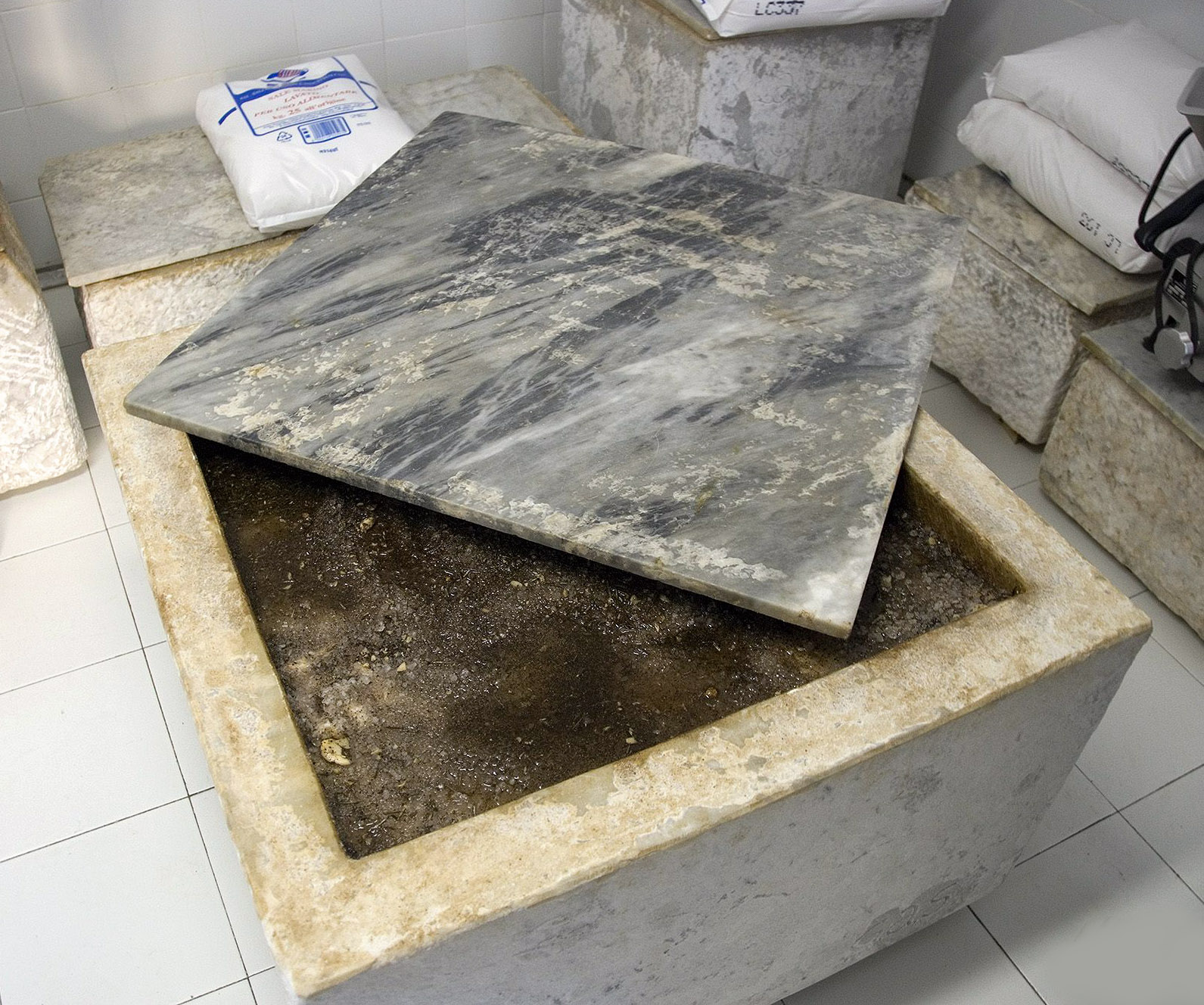
Marmortrog mit zur Reifung eingelegtem Lardo, oben ist die Marmorplatte zum Abdecken zu sehen
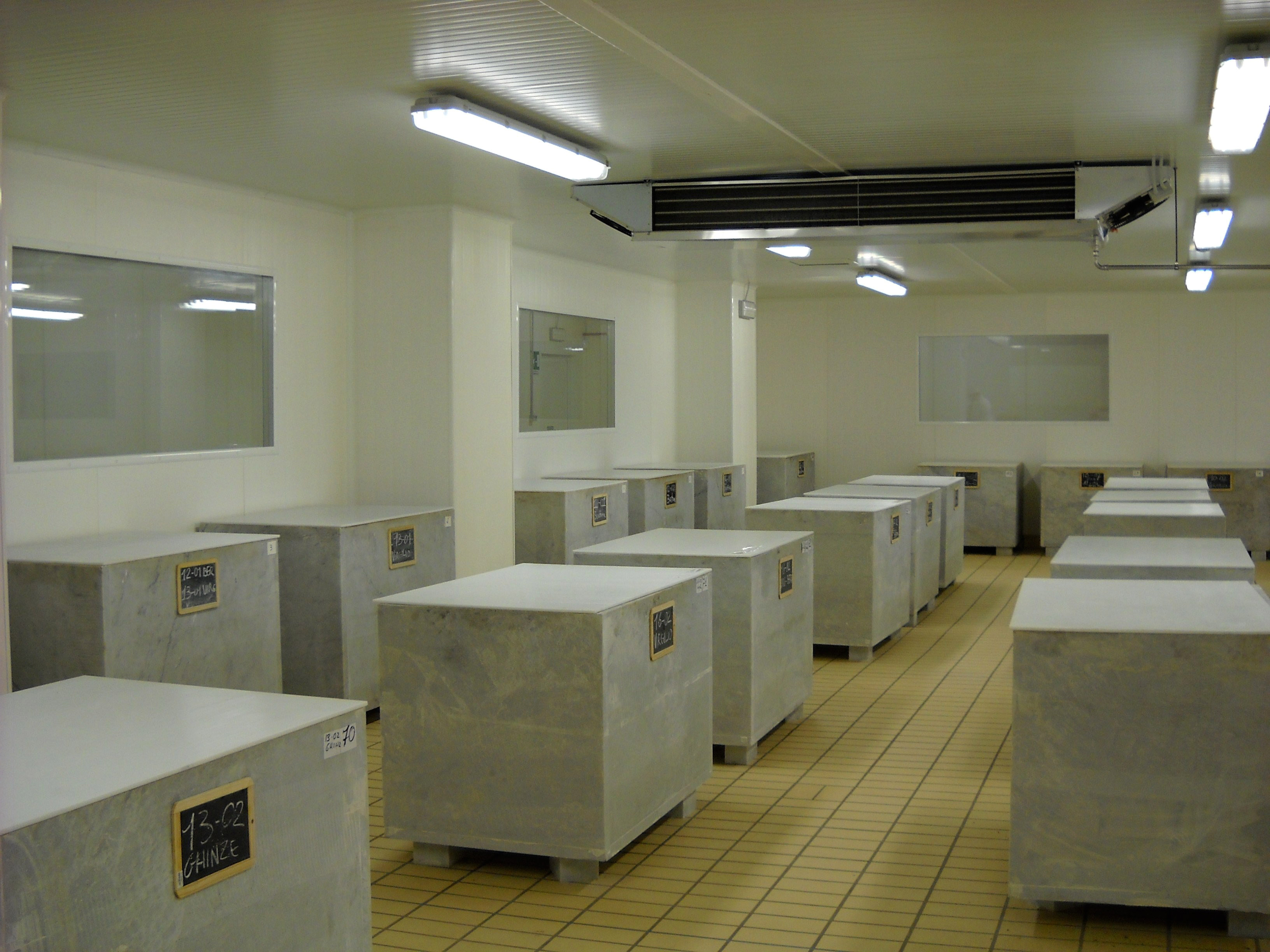
Truhen, in denen der Lardo nach der Reifung zum Transport gelagert wird
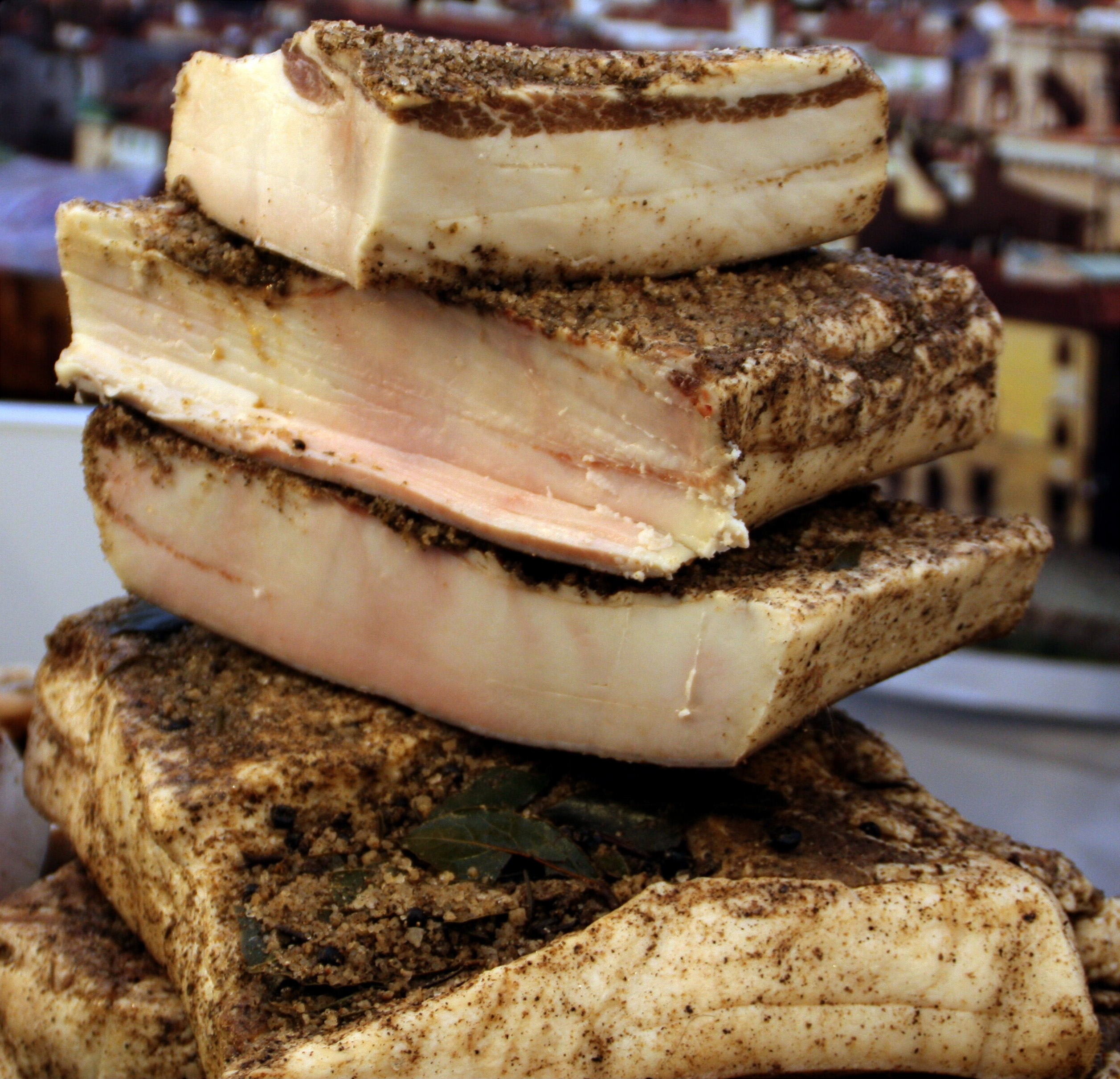
Lardo, oben sind drei Lardo-Stücke mit Anschnitten erkennbar

Die Herstellung von Lardo variiert regional, aber üblicherweise wird der Speck in große, eckige Stücke geschnitten, mit Salz eingerieben und mit Gewürzen wie Lorbeer, Pfeffer, Salbei, Wacholder, Muskatnuss und Knoblauch gewürzt, übereinandergeschichtet und beschwert, anschließend reift er je nach Dicke drei bis sechs Monate in einer Salzlake in Carrara-Marmor-Trögen. In Colonnata wird für die steinernen Tröge nur eine großkristalline Marmorsorte verwendet. Die Behältnisse werden mit Marmorplatten während des Reifeprozesses abgedeckt. Guter Lardo ist weiß oder leicht rosig gefärbt, von delikatem Geruch, leicht salzig und etwas süßlich mit einem an Walnüsse erinnernden Geschmack. Die Konsistenz sollte fest und zugleich zart schmelzend sein. Gelblich gefärbter Lardo ist falsch gelagert und schmeckt ranzig.
Auf diese Art zubereiteter Speck ist seit der Antike bekannt, geriet in den letzten Jahrzehnten aber etwas in Vergessenheit und erfreut sich neuerdings einer Wiederentdeckung in Italien und in Deutschland in Feinkostgeschäften. Er war früher angeblich die Nahrung der Arbeiter in den Steinbrüchen, die energiereiches Essen für ihre harte Arbeit benötigten. Der italienische Historiker Alberto Grandi deutet diese Herkunftsgeschichte als erfundene Tradition, die zur Aufwertung eines gewöhnlichen Produktes verbreitet werde. Vor dem 20. Jahrhundert sei Fleisch ein Luxusprodukt gewesen – sicher für die einfachen Arbeiter und z. T. Sklaven, die in den Steinbrüchen arbeiteten.
Lardo wird pur als Vorspeise gegessen, dient als Brotbelag oder, zum Teil gebraten, als würzige Zutat für Nudelgerichte wie Spaghetti alla gricia, Polenta, Suppen und Salate.